# Discours d'Ajdir
Le discours d'Ajdir (en berbère : ⵉⵏⴰⵡ ⵏ ⵓⵊⴷⵉⵔ), prononcé par le roi Mohammed VI à Ajdir Izayane (province de Khénifra) le  17 octobre 2001, s'inscrit dans le cadre général du processus de démocratisation du Maroc. Il marque ainsi la reconnaissance de la composante amazighe dans le contexte pluriculturel marocain, dans ses dimensions de langue, de culture et d’histoire, tout en sachant que l'amazighité ne peut pas être écartée du paysage culturel marocain global.
Le texte intégral du discours prononcé à la cérémonie d'apposition du sceau chérifien scellant le dahir créant et organisant l'Institut royal de la culture amazighe est disponible sur le site du ministère des Affaires étrangères marocain.

## Texte du Dahir portant création de l'Institut royal de la culture amazighe
Voici le texte du Dahir portant création de l'Institut royal de la culture amazighe : 

« Louange à Dieu seul 
(Grand sceau de Sa Majesté le Roi Mohammed VI)
Que l'on sache par les présentes- puisse Dieu en élever et en fortifier la teneur.
Exposé des motifs,
1. Perpétuant l'œuvre de nos vénérés ancêtres, nous nous sommes engagés à préserver les fondements de l'identité marocaine séculaire, unifiée autour des valeurs sacrées et intangibles du Royaume : la foi en Dieu, l'amour de la patrie, l'allégeance au Roi, Amir Al Mouminine et l'attachement à la Monarchie constitutionnelle
2. Nous référant au discours du Trône que nous avons adressé à la nation le 30 juillet 2001 à l'occasion de la Fête du Trône et dans lequel nous avions mis en exergue le caractère pluriel de notre identité nationale : identité plurielle, parce que bâtie autour d'affluents divers : amazigh, arabe, subsaharien-africain et andalou, autant de terreaux qui, par leurs ouvertures sur des cultures et des civilisations variées et en interaction avec elles, ont contribué à affiner et enrichir notre identité...
3. Convaincu que la reconnaissance de l'ensemble de l'héritage culturel et linguistique de notre peuple renforce l'unité nationale par la consolidation de notre identité
4. Rappelant que la finalité de la pratique démocratique dans le cadre de l'État de droit est de réaliser l'égalité en droits et en devoirs de tous les citoyens marocains
5. Soucieux de renforcer le substratum de notre culture et le tissu de l'identité de notre nation riche par la diversité de ses affluents
6. Désireux d'approfondir la politique linguistique définie par la charte nationale d'éducation et de formation qui stipule l'introduction de l'amazigh dans le système éducatif
7. Convaincu que la codification de la graphie de l'amazigh facilitera son enseignement, son apprentissage et sa diffusion, garantira l'égalité des chances de tous les enfants de notre pays dans l'accès au savoir et consolidera l'unité nationale
8. Considérant que la création auprès de Notre Majesté chérifienne d'une institution placée sous notre protection tutélaire, chargée de sauvegarder, de promouvoir et de renforcer la place de notre culture amazighe dans l'espace éducatif, socioculturel et médiatique national ainsi que dans la gestion des affaires locales et régionales lui donnera une nouvelle impulsion en tant que richesse nationale et source de fierté de tous les Marocains
9. Ayant la ferme certitude que l'assistance à apporter à Notre Majesté, sous forme d'avis éclairés dans la protection de cette culture et de sa promotion, requiert que cette institution Royale soit composée de personnalités connues pour leur capacité intellectuelle et leur conscience de l'aspect pluriel de notre culture nationale
10. Soucieux de voir cette institution Royale de la culture amazighe s'acquitter de ses missions dans les meilleures conditions, Notre Majesté chérifienne a tenu à la doter de l'autonomie financière et administrative.
Par ces motifs 
Notre Majesté Chérifienne, 
vu l'article 19 de la Constitution, 
a décidé ce qui suit :
- Article 1 : Il est créé, auprès de Notre Majesté Chérifienne et sous notre protection tutélaire une institution dénommée Institut Royal de la culture amazighe, -IRCAM- dotée de la pleine capacité juridique, de l'autonomie financière et désignée dans le présent Dahir l'Institut. L'Institut est régi par le présent Dahir, formant son statut général, et par les textes pris pour son application.

Le siège de l'Institut est établi à Rabat
- Article 2 : L'Institut, saisi par Notre Majesté à cette fin, nous donne avis sur les mesures de nature à sauvegarder et à promouvoir la culture amazighe dans toutes ses expressions.

En collaboration avec les autorités gouvernementales et les institutions concernées, l'Institut concourt à la mise en œuvre des politiques retenues par Notre Majesté et devant permettre l'introduction de l'amazigh dans le système éducatif et assurer à l'amazigh son rayonnement dans l'espace social, culturel et médiatique, national, régional et local.
- Article 3 : Pour remplir les missions générales qui lui sont imparties à l'article 2 ci-dessus, l'Institut est chargé des actions et activités suivantes qu'il réalise en application des programmes approuvés conformément à l'article 7 ci-après :

1. Réunir et transcrire l'ensemble des expressions de la culture amazighe, les sauvegarder, les protéger et en assurer la diffusion
2. Réaliser des recherches et des études sur la culture amazighe et en faciliter l'accès au plus grand nombre, diffuser les résultats et encourager les chercheurs et experts dans les domaines y afférents
3. Promouvoir la création artistique dans la culture amazighe afin de contribuer au renouveau et au rayonnement du patrimoine marocain et de ses spécificités civilisationnelles
4. Étudier la graphie de nature à faciliter l'enseignement de l'amazigh par :
- La production des outils didactiques nécessaires à cette fin, et l'élaboration de lexiques généraux et de dictionnaires spécialisés, 
- L'élaboration des plans d'actions pédagogiques dans l'enseignement général et dans la partie des programmes relative aux affaires locales et à la vie régionale,
Le tout en cohérence avec la politique générale de l'État en matière d'éducation nationale
5. Contribuer à l'élaboration de programmes de formation initiale et continue au profit des cadres pédagogiques chargés de l'enseignement de l'amazigh et des fonctionnaires et agents qui, professionnellement sont amenés à l'utiliser, et d'une manière générale, pour toute personne désireuse de l'apprendre
6. Aider les Universités, le cas échéant, à organiser les Centres de recherche et de développement linguistique et culturel amazigh et à former les formateurs. 
7. Rechercher les méthodes de nature à encourager et renforcer la place de l'amazigh dans les espaces de communication et d'information
8. Établir des relations de coopération avec les institutions et établissements à vocation culturelle et scientifique nationaux et étrangers poursuivant des buts similaires
- Article 4 : L'Institut est administré par un Conseil d'administration et dirigé par un recteur.
- Article 5 : Le Conseil d'administration de l'Institut se compose du recteur, président, et de 40 membres au maximum dont :

- Cinq (5) membres représentant les ministères de l'Intérieur, de l'Enseignement supérieur, de l'Éducation nationale, de la Culture et de la Communication
- Un (1) président d'Université représentant les Universités, nommé par Notre Majesté sur proposition du ministre de l'Enseignement supérieur de notre gouvernement et
- Un (1) directeur d'Académie représentant les Académies régionales d'éducation et de formation, nommé par Notre Majesté sur proposition du ministre de l'Éducation nationale de notre gouvernement. Le recteur de l'Institut peut convoquer aux réunions du Conseil d'administration, à titre consultatif, toute personne dont il juge l'avis utile et à chaque fois que cela s'avère nécessaire.
- Article 6 : Le recteur de l'Institut est nommé par Notre Majesté.

Les autres membres du Conseil d'administration de l'Institut sont nommés, et reconduits le cas échéant, par Notre Majesté, sur proposition du recteur de l'Institut pour un mandat de 4 années renouvelable une seule fois, selon la procédure prévue à l'article 9 deuxième alinéa ci-après. La nomination par Notre Majesté des premiers membres du Conseil s'effectuera sur proposition de la commission provisoire prévue par l'article 18 ci-dessous. 
En cas de vacance, pour quelque cause que ce soit d'un membre du Conseil, le recteur propose à Notre Majesté, selon la procédure prévue à l'article 9 deuxième alinéa ci-après, un membre remplaçant le membre défaillant qui exercera son mandat pour une durée de quatre ans à compter de sa nomination.
- Article 7 : Le Conseil d'administration de l'Institut est investi de tous les pouvoirs et attributions nécessaires à l'administration de l'Institut. À cette fin, il délibère sur les programmes annuels ou pluriannuels des actions que l'Institut entend mener pour donner avis à Notre Majesté sur les questions que nous lui soumettons ou qui sont nécessaires à la réalisation des missions prévues à l'article 3 ci-dessus.

Par ailleurs, outre les attributions particulières qui lui sont dévolues par les dispositions du présent dahir, le Conseil délibère afin de fixer:
- le règlement intérieur de l'Institut” 
- le statut du personnel” 
- le projet de budget de l'Institut et l'arrêt de ses comptes annuels.
Toutes les décisions du Conseil sont soumises à la haute approbation de Notre Majesté par le recteur de l'Institut.
- Article 8 : Le Conseil se réunit au moins deux fois par an en session ordinaire et autant que de besoin en sessions extraordinaires sur convocation de son président agissant à la demande de Notre Majesté, ou de sa propre initiative ou à la demande des 2/3 des membres.

L'ordre du jour du Conseil est porté à la connaissance de Notre Majesté par le recteur de l'Institut.
Le Conseil tient valablement ses réunions lorsque les deux tiers au moins de ses membres sont présents. Il prend ses décisions à la majorité des deux tiers des membres présents.
- Article 9 : Le Conseil d'administration est habilité, pour réaliser les missions qui lui sont attribuées en vertu du présent dahir, à créer des groupes de travail et des commissions permanentes ou provisoires dont il fixera les attributions, la composition et les modalités de fonctionnement dans le règlement intérieur qui précisera, par ailleurs, les modalités de fonctionnement du Conseil.

Toutefois, le Conseil doit créer une commission spéciale des nominations et représentations chargée d'examiner, avant leur soumission au Conseil d'administration, les propositions du recteur relatives à la cooptation des nouveaux membres du Conseil en remplacement de ceux ayant achevé leur mandat ou des membres devant représenter l'Institut lors de manifestations à l'étranger. 
Cette commission, présidée par le recteur, se compose des cinq représentants des ministères, du président d'Université et du directeur d'Académie, membres du Conseil d'administration et de sept membres du Conseil élus en son sein. 
Elle se réunit et délibère dans des conditions fixées par le règlement intérieur.
- Article 10 : Le recteur de l'Institut détient tous les pouvoirs nécessaires pour l'exécution des décisions prises par le Conseil d'administration.

À cet effet, le recteur :
- Dirige l'Institut, agit en son nom, prend ou autorise tous actes ou opérations relatifs à son objet
- Administre les organes de l'Institut, ses services administratifs, financiers et techniques 
- Représente l'Institut vis-à-vis de l'État, de toute administration publique et de tout tiers 
- Accomplit tous les actes conservatoires au nom de l'Institut 
- Établit au nom de l'Institut tout contrat ou convention de coopération avec toute institution publique ou privée, nationale ou étrangère et les soumet au Conseil d'administration pour approbation 
- Nomme ou recrute le personnel de l'Institut, ses experts et techniciens 
- Veille à l'exécution des décisions du Conseil d'administration et fixe l'ordre du jour de ses réunions.
Le recteur peut déléguer, avec l'accord du Conseil d'administration, une partie de ses pouvoirs en matière de gestion administrative au secrétaire général de l'Institut, nommé conformément aux dispositions de l'article 14 ci-dessous.
- Article 11 : Le recteur de l'Institut est l'ordonnateur des recettes et des dépenses du budget de l'Institut. Il est habilité, en cette qualité, à engager les dépenses de l'Institut, faire tenir la comptabilité des dépenses engagées et fournir à l'agent comptable les ordres de paiement et de recettes y afférentes.

Il est habilité à déléguer sous sa responsabilité une partie de ses pouvoirs et attributions à un membre du Conseil d'administration de l'Institut qui le remplace en cas d'absence ou d'empêchement.
- Article 12 : Le budget de l'Institut est l'acte prévisionnel des dépenses et des recettes annuelles de l'Institut. Il prévoit en recettes, notamment, les subventions de l'État dont le montant est inscrit au budget de la Cour Royale. Le ministre des Finances de notre gouvernement détermine les modalités de présentation du budget, les modalités de tenue de sa comptabilité et nomme un agent comptable auprès du recteur chargé de veiller au respect des règles budgétaires et comptables précitées. Les comptes de l'Institut sont soumis à une mission d'experts comptables désignée par le ministre des Finances de notre gouvernement, qui font rapport au recteur de leurs observations sur les conditions d'exécution du budget. Ce rapport est intégré au rapport annuel soumis à Notre Majesté en application des dispositions de l'article 13 ci-après.
- Article 13 : Le recteur est tenu de soumettre à Notre Majesté un rapport annuel détaillé sur les activités de l'Institut, approuvé par son Conseil d'administration. Ce rapport doit comprendre obligatoirement l'état des actions réalisées par l'Institut durant l'année écoulée, et les programmes et projets qu'il entend réaliser pendant l'année en cours ou les années suivantes. Notre Majesté en ordonne, le cas échéant, la publication de tout ou partie de son contenu au Bulletin Officiel.
- Article 14 : Le secrétariat administratif de l'Institut est assuré par un secrétaire général, nommé par dahir. Il prend part aux travaux du Conseil, dont il assure la tenue des procès-verbaux ou des comptes-rendus, sans voix délibérative.
- Article 15 : Dans le respect des règles prévues dans le présent dahir, le règlement intérieur précisera, notamment, les structures administratives, financières et techniques de l'Institut et les modalités de son fonctionnement.

Le recteur de l'Institut élabore le projet de règlement intérieur de l'Institut. Celui-ci est soumis à l'examen du Conseil d'administration et à l'approbation de Notre Majesté.
Le règlement intérieur peut être modifié par l'Institut dans les formes prévues dans l'alinéa ci-dessus.
- Article 16 : Le personnel de l'Institut se compose outre d'un personnel recruté conformément à son statut, de:

- Fonctionnaires détachés auprès de l'Institut par les administrations publiques, notamment les Académies régionales d'éducation et de formation, les Universités, notamment des enseignants-chercheurs, conformément aux dispositions législatives et réglementaires en vigueur
- Experts et spécialistes recrutés sur contrat à durée déterminée ou mis à la disposition de l'Institut par les établissements d'enseignement et de recherche relevant du secteur public, pour une durée déterminée dans le cadre de conventions et de coopérations entre l'Institut et ces établissements.
- Article 17 : L'Institut peut posséder les biens meubles et immeubles nécessaires à l'accomplissement de sa mission.

L'État et les autres personnes morales de droit public peuvent mettre gratuitement à la disposition de l'Institut les biens meubles et immeubles nécessaires à l'accomplissement de sa mission.
- Article 18 : Pour la constitution initiale de l'Institut, Notre Majesté chérifienne nommera une commission provisoire composée, outre du recteur de l'Institut, de quatre personnalités, chargée de proposer à Notre Majesté les membres du Conseil d'administration de l'Institut et de prendre toutes les mesures administratives et financières qu'exige l'établissement des organes de l'Institut pour lui permettre d'assumer les missions qui lui sont dévolues en vertu de ce dahir à partir de janvier 2002.
- Article 19 : Le présent dahir sera publié au Bulletin Officiel. »